# Purpur-Enzian
Der Purpur-Enzian (Gentiana purpurea) ist eine Pflanzenart aus der Gattung der Enziane (Gentiana) innerhalb der Familie der Enziangewächse (Gentianaceae).

## Beschreibung

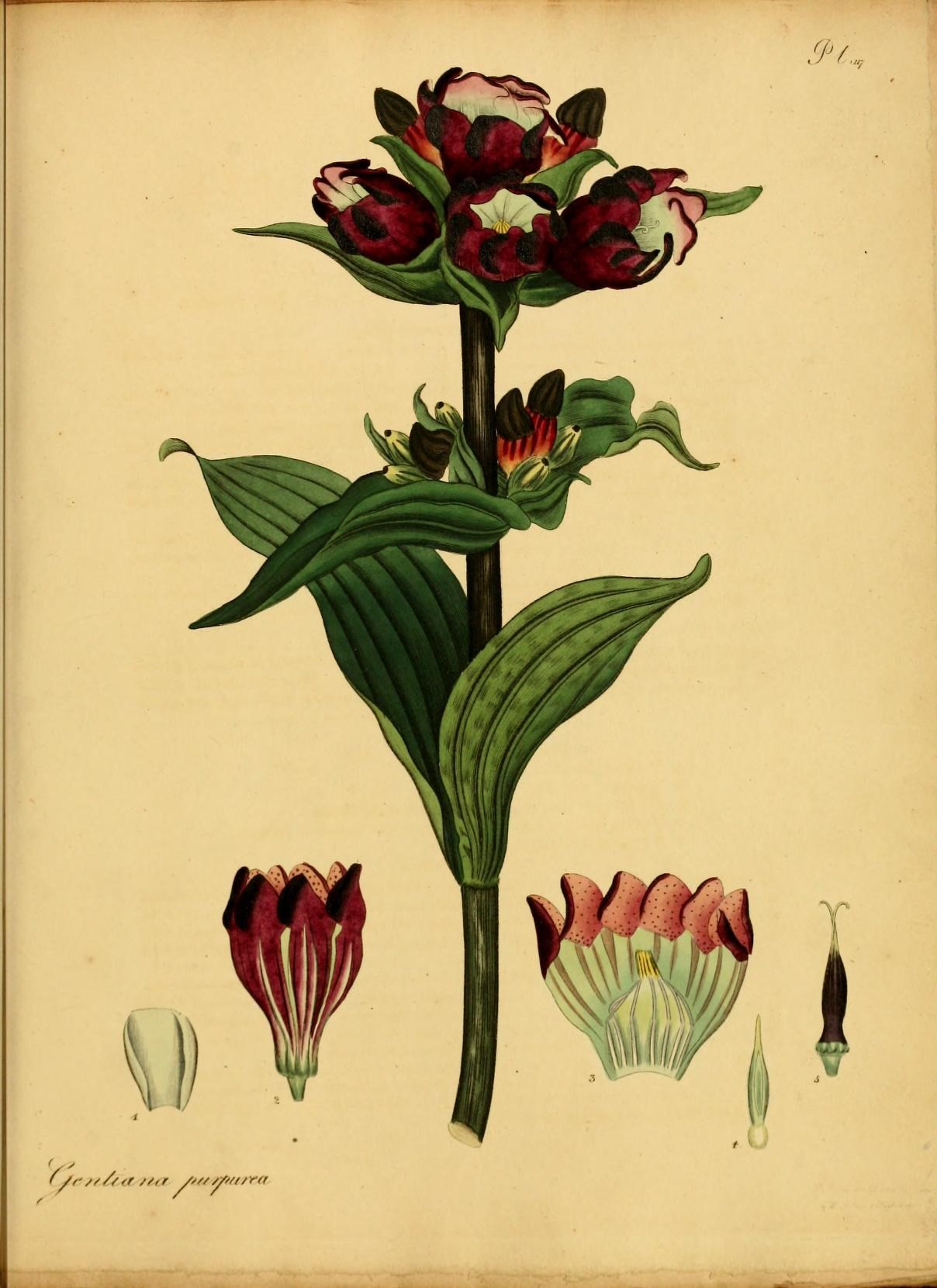
Illustration aus The botanist's repository, for new and rare plants, Tafel 117

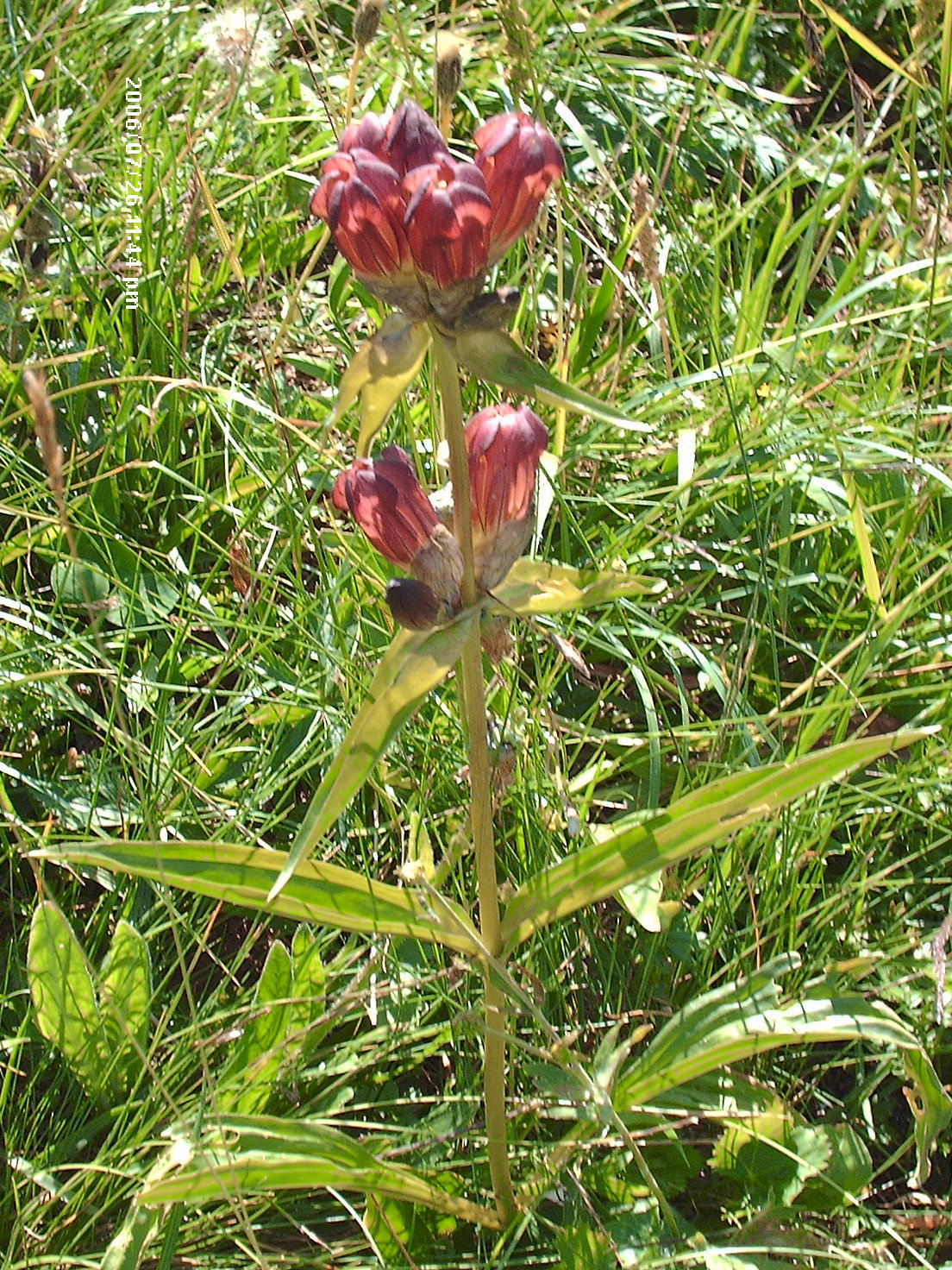
Habitus, Laubblätter und Blüten

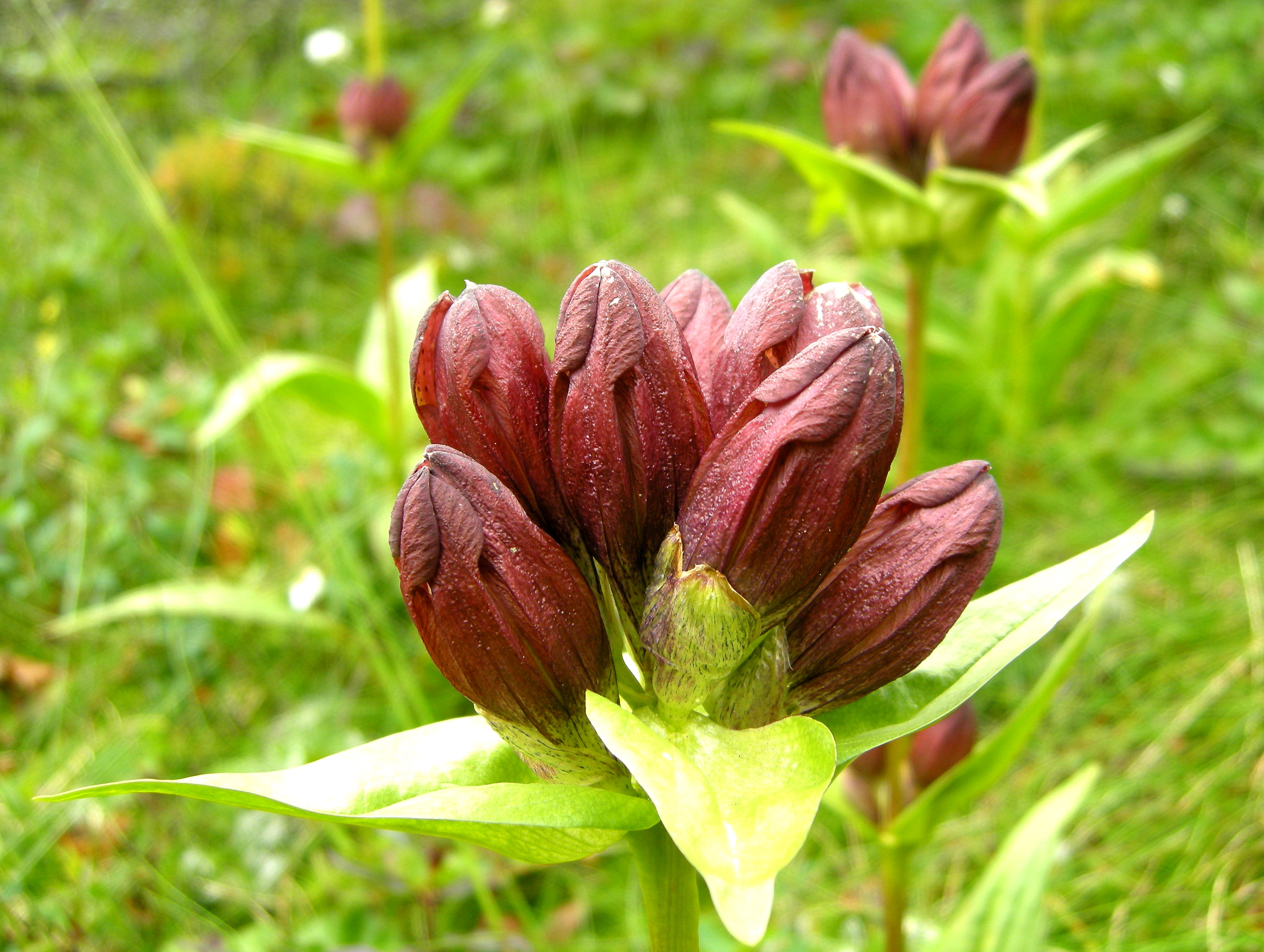
Blütenstand

### Vegetative Merkmale
Der Purpur-Enzian wächst als ausdauernde krautige Pflanze und erreicht Wuchshöhen von 20 bis 60 Zentimetern. Der einfache und aufrechte Stängel ist sehr kräftig und hohl.
Die Laubblätter sind kreuzgegenständig am Stängel angeordnet. Die unteren Laubblätter sind gestielt, die oberen sitzend. Die einfache, glänzend grüne Blattspreite ist bei einer Breite von 3 bis 7 Zentimetern eilanzettlich, mit meist fünf bogigen Hauptnerven.

### Generative Merkmale
Die Blütezeit erstreckt sich je nach Standort von Juli bis September. Die Blüten sitzen einzeln bis zu dritt in den oberen Blattachseln und sind zuoberst kopfig gehäuft.
Die zwittrigen Blüten sind radiärsymmetrisch mit doppelter Blütenhülle. Die Kelchblätter sind verwachsen. Die Blütenkronen sind purpurrot mit dunklen Punkten und innen gelblich, selten ganz hellgelb oder weiß. Die 2,5 bis 4 Zentimeter lang Kronblätter sind auf etwa zwei Drittel ihrer Länge glockenförmig verwachsen. Die Krone trägt auf den Innenseite meist grüne Längsadern. Zwischen den Staubfäden sitzen fünf bis sechs getrennte Nektardrüsen.
Die sitzende Kapselfrucht ist ellipsoid. Die braunen Samen sind 3 bis 3,5 Millimeter lang sowie 2,5 bis 3 Millimeter breit und ringsum geflügelt; sie wiegen nur 0,00048 Gramm.
Die Chromosomenzahl beträgt 2n = 40.

### Ökologie
Der Purpur-Enzian braucht winterlichen Schneeschutz.
Die Blüten besitzen feinen Honigduft und werden von Hummeln bestäubt.

## Vorkommen
Der Purpur-Enzian kommt vor allem in den Westalpen (bis zum Arlberg), im Apennin und in Skandinavien vor. Es gibt Fundortangaben für die Länder Frankreich, die Schweiz, Deutschland, Österreich, Italien, Norwegen sowie Schweden.
Er gedeiht am besten auf kalkarmen Böden. Er wächst in Höhenlagen von 1000 bis 2750 Metern. In den Allgäuer Alpen kommt er in Höhenlagen von 1180 bis 2200 Metern vor. Er ist in Mitteleuropa eine Charakterart des Nardion-Verbands, kommt aber auch in Pflanzengesellschaften des Verbands Caricion ferrugineae oder der Ordnung Adenostyletalia vor.
Die ökologischen Zeigerwerte nach Landolt et al. 2010 sind in der Schweiz: Feuchtezahl F = 3w (mäßig feucht aber mäßig wechselnd), Lichtzahl L = 4 (hell), Reaktionszahl R = 2 (sauer), Temperaturzahl T = 2 (subalpin), Nährstoffzahl N = 2 (nährstoffarm), Kontinentalitätszahl K = 3 (subozeanisch bis subkontinental).

## Verwechslungsmöglichkeiten
Der Purpur-Enzian ist besonders dem Tüpfel-Enzian (Gentiana punctata) und dem Ostalpen-Enzian (Gentiana pannonica) ähnlich.

## Nutzung
Die unterirdischen Pflanzenteile gelten als die besten für die Erzeugung von Enzianschnaps.